# Enantiosula manica
Enantiosula manica är en mossdjursart som beskrevs av Ferdinand Canu och Ray Smith Bassler 1930. Enantiosula manica ingår i släktet Enantiosula och familjen Exechonellidae. Inga underarter finns listade i Catalogue of Life.